# Фракк, кошмар кошек
«Фракк, кошмар кошек» (венг. Frakk, a macskák réme) — венгерский анимационный сериал, созданный Агнеш Балинт. Сериал выпускался с 1971 по 1985 год на венгерском телевидении в количестве 4 сезонов. Считается одним из лучших анимационных сериалов 1970-х годов Венгрии.

## Сюжет
В квартире у тёти Ирмы и дяди Кароя живут две ленивые и наглые кошки Лукреция и Серинке. Однажды одна из кошек бесцеремонно занимает любимое кресло дяди Кароя, и он решает завести пса, который бы научил избалованных любимиц тёти Ирмы вести себя подобающим образом. Скоро в квартире появляется ещё один жилец — пёс Фракк породы выжла, который немедленно принимается за воспитание «усатых-полосатых».

## Список серий

### 1 сезон
1. Триумф
2. Ночная музыка
3. Медсестра
4. Хорошо играть с мышами.
5. Комфорт — это главное!
6. Предательство
7. Просмотр в реальном времени
8. Ночные огни
9. Он культивирует скромность.
10. Немного баловства
11. Удовлетворение
12. Панч-панч
13. Бижутерия

### 2 сезон
1. Рождественские ангелы
2. Кошачья уловка
3. Урок арифметики
4. Соседский петух
5. Следы на поле
6. Посетители пациентов
7. Велосипед
8. Мы вам покажем.
9. Сыр со вкусом ветчины
10. Ой, сколько рыбы...
11. Обычная рутина
12. Приятные воспоминания
13. Передвижной цирк

### 3 сезон
1. Но футбол — хороший вид спорта.
2. Давайте дадим ему мяч.
3. Образованная собака
4. Мышь в халате
5. Машинки для стрижки волос в подарочной коробке
6. Великолепие перьевой метлы
7. Вперед, дикие кошки!
8. Кто танцует с Лукрецией?
9. Товарищ по стае
10. Рогатка
11. Резиновая кость
12. Это посылает Матушка Тинк.
13. Что приносит Санта?

### 4 сезон
1. Медная свадьба
2. Выставка колбасы
3. Антиквариат
4. Иногда охотник, иногда пастух
5. Пижама щенка
6. Рождество Завистливой Собаки
7. Давай, щенок!
8. Коллекция
9. Я гулял по зеленому лесу.
10. Маленькая уточка купается
11. Прогулка на лодке
12. Один котенок… два котенка…
13. О, милый дом